# Giano Vetusto

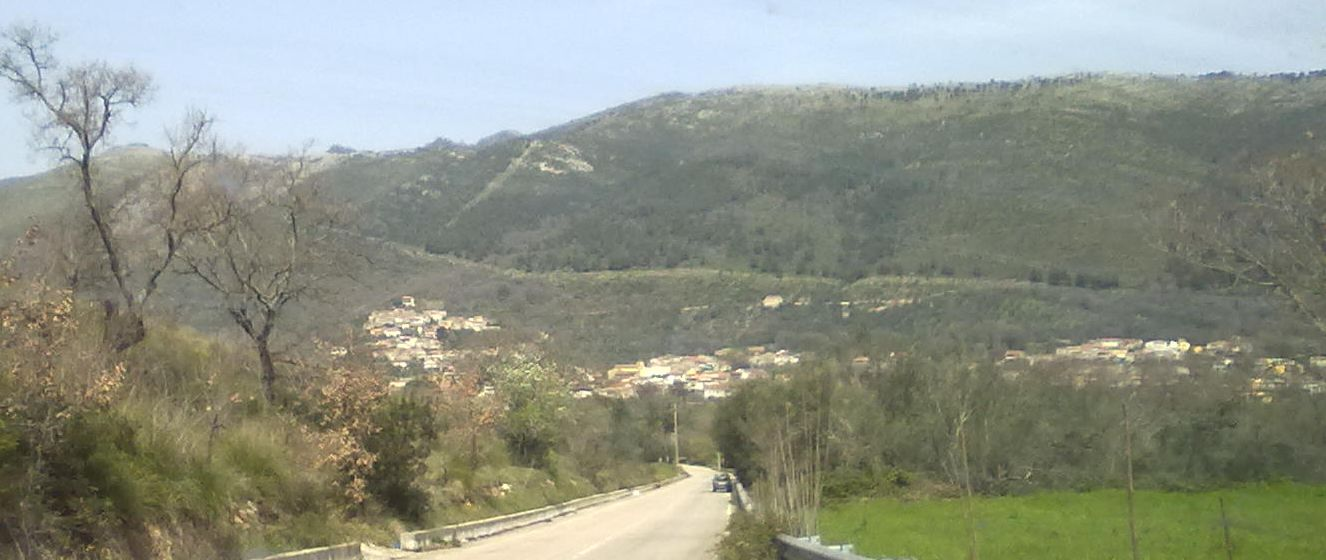
Giano Vetusto

Giano Vetusto ist eine italienische Gemeinde (comune) mit 622 Einwohnern (Stand 31. Dezember 2023) in der Provinz Caserta in Kampanien. Sie ist Bestandteil der Comunità Montana Monte Maggiore. Die Gemeinde liegt etwa 18 Kilometer nordwestlich von Caserta an den Monti Trebulani.